# Film noir

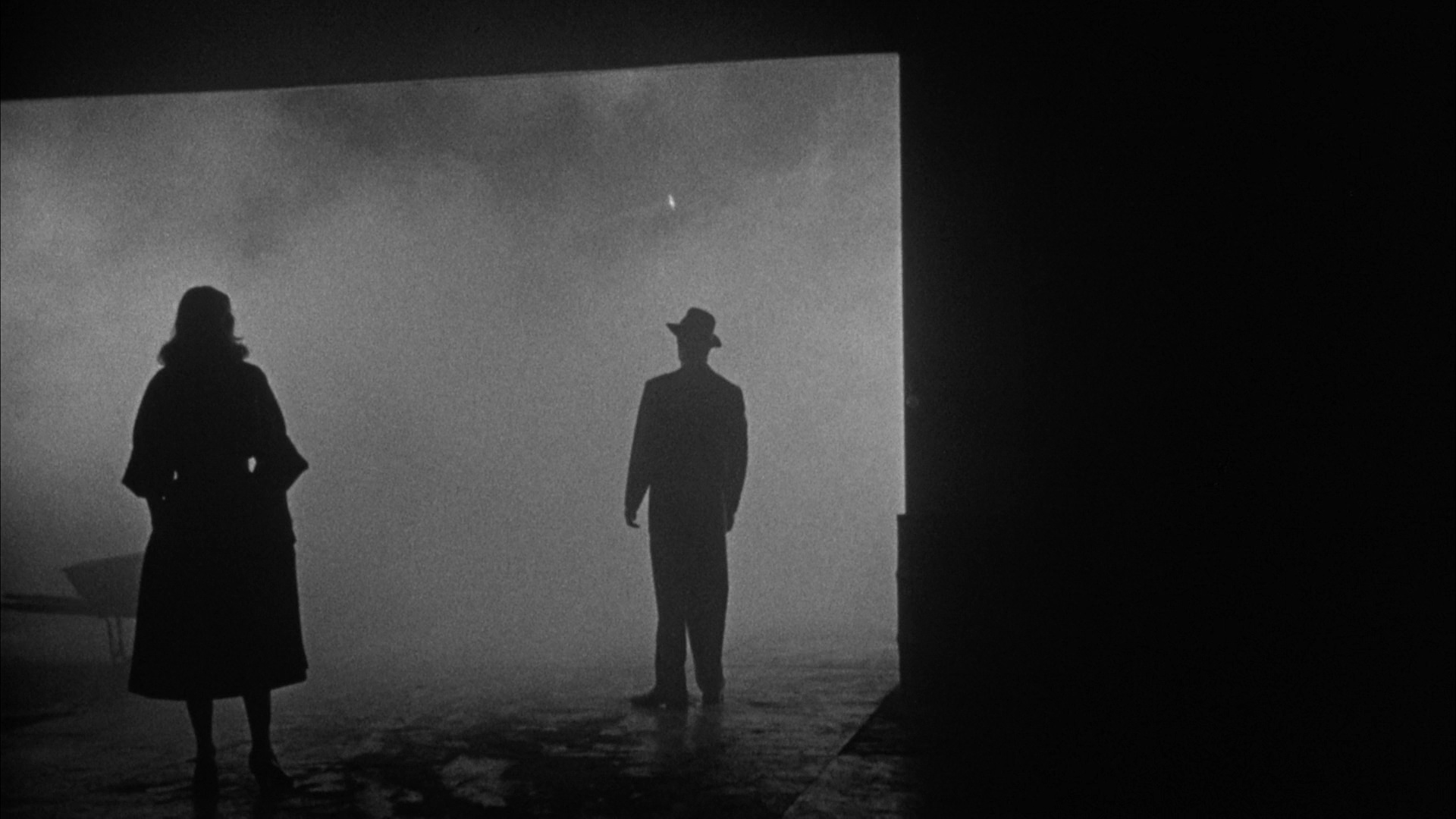
Jelenet A bűnbanda (1955) című filmből

A film noir („fekete film”) filmstílus, amit elsősorban a hollywoodi bűnügyi drámák, krimik jellemzőjeként használnak, legfőképp amelyeknél kiemelt szerepet játszik az ambivalens erkölcs és a szexuális motiváció. Először Nino Frank francia kritikus alkalmazta a film noir elnevezést a hollywoodi filmekre 1946-ban. Gyakran hivatkoznak rá önálló, a bűnügyi filmnek alárendelt műfajként.
Hollywood klasszikus film noir időszakát általában az 1940-es évek eleje és a késő 1950-es évek közé teszik. Ehhez a korszakhoz társítják általában a  kontrasztos fekete-fehér képi világot, melynek gyökerei a német expresszionista fényképezésig nyúlnak vissza, míg sok történet és klasszikus noir szemléletmód Amerikában a nagy gazdasági világválság idejének krimi iskoláiból származik.
Az első film noir-nak John Huston A máltai sólyom (1941) című filmjét tekintik, amely Dashiell Hammett azonos című regényének harmadik, legjobban sikerült adaptációja. Itt debütált Humphrey Bogart elegánsan cinikus magándetektív karaktere, amely ma már a műfaj egyik kulcsfigurája. A klasszikus film noir utolsó alkotásának Orson Welles A gonosz érintése (1958) című filmjét tartják.
A narrációt sokan a műfaj legjellegzetesebb eszközének tekintik, ahogyan a (smooth) jazz és a neonfényekben fürdő városi látképet is. Ezek a stílusjegyek azonban leginkább az 1980-as évek nagy tisztelgései és műfaji paródiái miatt épültek be a mai köztudatba. A flashback ugyan a legtöbb klasszikusban nem található meg, azonban a Mildred Pierce (1945) című filmnek köszönhetően ma már a műfaj egyik legjellemzőbb fogásának tekintjük.

## A film noir előzményei

### Társadalmi háttér
- kiábrándulás az "amerikai álomból"
- az amerikai férfiak bevonultak a hadseregbe az első világháború idején, a nők otthon maradtak, és átvették a férfias szerepköröket is – az elcsábított nő figurájából így alakult ki az erős, öntudatos, férfias és mégis csábító asszony képe
- a filmek maró társadalomkritikát is megfogalmaztak

### Filmes gyökerek
- német expresszionizmus (F. W. Murnau: Nosferatu, 1922; Fritz Lang: M – Egy város keresi a gyilkost, 1931), amelyet az első világháború elől az Egyesült Államokba vándorolt filmesek hulláma vitt át új hazájába
- az 1930-as évek gengszterfilmjei, amelyek kóborló banditákat vesznek pártfogásukba, a bűnözés társadalmi gyökereit keresik
- a kortárs francia filmek lírai realizmusa (ld. Julien Duvivier: Pépé, le Moko, 1937; Marcel Carné: Le jour se lève, 1939)

### Irodalmi gyökerek
A film noir idején virágzott a detektívregény műfaja: elsősorban Dashiell Hammett, Raymond Chandler, James M. Cain és Cornell Woolricht (utóbbi George Hopley és William Irish álnéven is publikált) bestsellerei, főszerepben híres detektívekkel, Sam Spade-del, Philip Marlowe-val és társaikkal. A detektívregényeket akár többször is filmre adaptálták, íróik maguk is gyakran forgatókönyvíróvá váltak.

## A klasszikus film noir stílusjegyei

### Hangulat
A film noir műfajba sorolható film hangulata általában borongós, baljóslatú, amit az éles árnyékok és a hozzá tartozó, szinte állandóan hallható háttérzene is felerősít. Gyakori történetszál egy bűnügyi eset nyomozása, a szereplők sötét titkainak felszínre kerülése. Fontos szereplő lehet a (magán)nyomozó, a végzet asszonya, illetve a pszichopata gyilkos. Az átlagosnál sűrűbben szerepel valamilyen fogyatékkal élő személy, aki lehet áldozat, vagy elkövető is, de többnyire inkább fontos tanú.

### Sajátos hely- és időviszonyok
A film noir világában a kamera csak ritkán mozdul ki a nagyvárosból (Orson Welles A gonosz érintése (1958) című filmjében ez többször is megtörténik). A belső felvételek többnyire szűk és alacsony mennyezetű, sötét, füstös terekben készülnek, ami jelentős szerepet játszik a hangulat kialakításában.

### Képi jellegzetességek
Gyakori a ferde, szokatlan kameraállás, a játék a fényes és az árnyékos felületek kontrasztjával. A képek sokszorosan tagoltak, alkotóik játszanak a mélységgel, rengeteg rács és lépcső van a felvételeken.

### Jellegzetes szereplők
- a magányos (magán)detektív
- a femme fatale, a végzet asszonya
- az angyali feleség/jegyes

### Egyéb filmnyelvi eszközök
- narráció
- flash-back

## Klasszikus film noir filmek

### 1940-es évek
- A máltai sólyom (1941)
- A gyanú árnyékában (1943)
- Valakit megöltek / Laura (1944)
- Gyilkosság a gyönyöröm (1944)
- Gyilkos vagyok (1944)
- Mildred Pierce (1945)
- Férfiszenvedély (1945)
- Terelőút (1945)
- Gilda (1946)
- A hosszú álom (1946)
- A gyilkosok (1946)
- Forgószél (1946)
- Kísért a múlt (1947)
- A sanghaji asszony (1947)
- A gonosz ereje (1948)
- A meztelen város (1948)
- A király összes embere (1949)
- A harmadik ember (1949)
- Fehér izzás (1949)

### 1950-es évek
- Fegyverbolondok (1950)
- Holtan érkezett (1950)
- Magányos helyen (1950)
- Alkony sugárút (1950)
- Aszfaltdzsungel (1950)
- Detektívtörténet (1951)
- Búcsúlevél (1953)
- A stoppos (1953)
- Csókolj halálosan (1955)
- A vadász éjszakája (1955)
- The Phenix City Story (1955)
- A siker édes illata (1957)
- A gonosz érintése (1958)

A legismertebb noir filmrendezők
- Alfred Hitchcock
- Billy Wilder
- John Huston
- Edgar G. Ulmer
- Edward Dmytryk
- Elia Kazan
- Fritz Lang
- Howard Hawks
- Kertész Mihály (Michael Curtiz)
- Orson Welles
- Otto Preminger
- Raoul Walsh
- Robert Aldrich
- Robert Siodmak

Ikonikus színészek
- James Cagney
- Alan Ladd
- Barbara Stanwick
- Burt Lancaster
- Charlton Heston
- Humphrey Bogart
- Joan Crawford
- Lauren Bacall
- Peter Lorre
- Ray Milard
- Rita Hayworth
- Robert Mitchum
- Robert Montgomery
- Richard Widmark

## A neo-noir
A film noir stílusjegyek több hullámban születtek újjá a későbbi évtizedek filmjeiben.
Neo-noir filmek
- 1960-as évek: Rettegés foka (1962), A mandzsúriai jelölt (1962), Agyhalál (1965)
- 1970-es évek: Kínai negyed (1974), Taxisofőr (1976), Gengszterek sofőrje (1978)
- 1980-as évek: Dühöngő bika (1980), A test melege (1981)
- 1990-es évek: Elemi ösztön (1992)
- 2000-es évek: Mr. Vengeance – A bosszú ura (2002), Sin City – A bűn városa (2005)

Neo-noir rendezők
- David Fincher – Hetedik (1995), Harcosok klubja (1999)
- David Lynch – Kék bársony (1986), Twin Peaks (1990–1991), Twin Peaks – Tűz, jöjj velem! (1992), Lost Highway – Útvesztőben (1997)
- Ethan és Joel Coen – Véresen egyszerű (1984), Fargo (1996)
- Quentin Tarantino – Kutyaszorítóban (1992), Ponyvaregény (1994)

## Fordítás
Ez a szócikk részben vagy egészben  a   Film noir című angol Wikipédia-szócikk fordításán alapul.  Az eredeti cikk szerkesztőit annak laptörténete sorolja fel. Ez a jelzés csupán a megfogalmazás eredetét és a szerzői jogokat jelzi, nem szolgál a cikkben szereplő információk forrásmegjelöléseként.

## Külső hivatkozások
- Menekülő ember. A film noir és a thriller műfaji hatáskapcsolatai
- A domináns nyomozó alkonya – Magándetektív-noir és modernizmus kapcsolata a Hollywoodi Reneszánszban 1.
- A domináns nyomozó alkonya – Magándetektív-noir és modernizmus kapcsolata a Hollywoodi Reneszánszban 2.
- Zsarusorsok – Szakma és magánélet konfliktusa a hetvenes évek detektívfilmjeiben
- Film noir: A fekete széria
- Noir rendezők: Lang, Siodmak, Wilder, Ulmer
- A noir élt és élni fog: a neo-noir